# Bruna Surfistinha

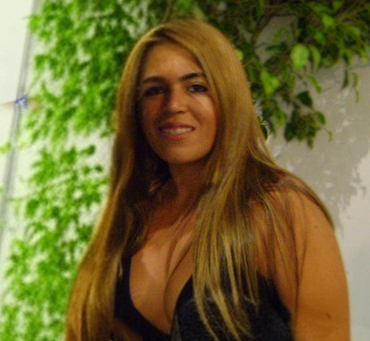
Bruna Surfistinha

Bruna Surfistinha (bürgerlich Raquel Pacheco, * 28. Oktober 1984 in São Paulo) ist eine ehemalige brasilianische Prostituierte und Bestseller-Autorin.

## Leben
Die Publikation ihres Weblogs, in dem sie ihre Erfahrungen mit Freiern freizügig schilderte, sicherte ihr die Aufmerksamkeit der brasilianischen Massenmedien.
Pacheco wuchs als Adoptivkind bei einer zur brasilianischen Oberschicht gehörenden Familie auf. Familiäre Probleme bewogen sie dazu, sich im Alter von 17 Jahren zu prostituieren. Ihre Schilderungen in ihrem Bestseller O Doce Veneno do Escorpião (Das süße Gift des Skorpions) und auf ihrem Blog zeigen die Prostitution, in die viele brasilianische Jugendliche aus Armut gezwungen werden, von einer sehr positiven Seite.
Ihre Bücher haben Bruna Surfistinha zu großer Popularität in Brasilien verholfen.
Mit dem Erlös aus dem Verkauf ihres Bestsellers hat sich Bruna Surfistinha aus der Prostitution zurückziehen können. Sie benutzt ihren Blog als Tagebuch, in dem sie ihre Erfahrungen als Prominente festhält.
Ihr Buch wurde 2011 in dem brasilianischen Film Bruna Surfergirl – Geschichte einer Sex-Bloggerin (Bruna Surfistinha - O Doce Veneno do Escorpião) unter der Regie Marcus Baldini verfilmt.
Der fiktionale Nachname Surfistinha bedeutet auf Portugiesisch wörtlich „kleine Surferin“ oder „kleines Surfermädchen“; im Film beschreibt ein Freier das Aussehen der Prostituierten mit diesen Worten, worauf sie diese Beschreibung ihrem Künstlernamen hinzufügt.

## Werke
- Das süsse Gift des Skorpions. Mein Leben als brasilianische Sexgöttin. Ullstein, Berlin 2007, ISBN 3-548-36919-7.